# Ignasi Terraza
Ignasi Terraza   (Barcelona, 14 de juliol de 1962) és un pianista de jazz català.
Terraza, cec des dels nou anys, va estudiar piano clàssic al Conservatori de Barcelona, al mateix temps que s'iniciava en el jazz de forma autodidacta. Va estudiar enginyeria Informàtica a la Universitat Politècnica de Catalunya, i va ser la primera persona cega de l'Estat espanyol a obtenir aquesta titulació. Amb divuit anys va començar a actuar als clubs de Barcelona, en solitari o juntament amb altres músics. Terraza va passar, així, diversos anys dividint el seu temps entre la seva professió d'enginyer i la música, fins que el 1991 va decidir dedicar-se íntegrament al jazz. Des del 2003 és professor de jazz a l'Escola Superior de Música de Catalunya. Els premis guanyats al llarg de la seva carrera musical i l'àmplia discografia l'avalen com un dels artistes de jazz espanyols amb més projecció internacional.
Recentment ha estat investit doctor honoris causa per la Universitat Politècnica de Catalunya en reconeixement de la seva trajectòria musical i als seus inicis en la informàtica.

## Trajectòria musical
Terraza ha mostrat preferència per la formació de trio, amb la qual ha recorregut festivals de jazz d'arreu del món. Dos dels seus acompanyants habituals, en el trio, han estat Horacio Fumero (baix) i Esteve Pi (bateria), amb els quals ha realitzat diverses gires per Espanya, Portugal, França o Suïssa. Les seves formacions de trio han comptat, a més, amb baixistes com Pierre Boussaguet, Reginald Johnson, Daryl Hall, Javier Colina, Caspar Lunhar i amb bateries com Bobby Durham, Gregory Hutchinson, Jeff Hamilton, Alvin Queen, Walter Perkins, Alex Riel i Peer Wyboris, entre d'altres.
Terraza també ha fet concerts en solitari o amb altres formacions diferents del trio, acompanyant altres artistes, o com a pianista de big band. Altres músics amb els quals ha col·laborat són: Frank Wess, Jesse Davis, John Faddis, Lavelle, Phil Woods, Scott Hamilton, Spike Robinson, Walter Perkins, Ulf Wakenius, Terell Stafford, Teddy Edwards, Adrian Cunningham o Perico Sambeat. I cantants com Randy Greer, Andrea Motis, Michelle McCain, Stacey Kent, Kalil Wilson, Pepa Niebla, Sara Dowling o Joe Pisto.
Algunes col·laboracions, particularment destacables, del músic han estat: d'una banda, amb el guitarrista nord-americà David Mitchell (1990-1993), amb qui va liderar el Mitchell-Terrassa Quartet, guanyador del premi al millor grup del Festival Internacional de Getxo de 1991 i, de l'altra, amb el vibrafonista i bateria Oriol Bordas, amb les formacions Hot-Swing i Four Kats, i amb qui va fundar el segell de jazz Swingfònic i la big band Barcelona Jazz Orquestra.
L'any 1999, Terraza va estrenar en el barceloní Teatreneu l'espectacle «Jazz a les fosques», en el qual proposa al públic l'experiència de gaudir d'un concert de jazz en la foscor total. L'espectacle va ser tal èxit que va actuar diàriament durant tres mesos. Terraza va repetir l'experiència en altres escenaris complementant la proposta amb col·laboracions com la del grup de teatre Àrea Tangent en el Grec 2008. Recentment, ha celebrat el 25è aniversari de l'espectacle amb 8 concerts a la Sala Jamboree.
Des del 2009, ha col·laborat en diversos projectes liderats per Joan Chamorro que incorporen músics de la Sant Andreu Jazz Band com Andrea Motis, Rita Payés Roma i molts altres.
En 2008 funden l'Andrea Motis Quintet amb Joan Chamorro, amb el qual durant sis anys han actuat amb gran èxit en els principals festivals de jazz, sortint de gira pels EUA, el Japó, la Xina, el Brasil, Sud-àfrica, Israel, el Marroc i tot Europa. Compten ja amb 9 àlbums gravats fins al moment, els dos últims per als segells Impulse! i Verve.

## Discografia
L'estil de Terraza parteix de la tradició del jazz, amb influències com Oscar Peterson i Ahmad Jamal entre d'altres, amb el rerefons de la música clàssica europea. El seu estil personal és ple de virtuosisme, swing, sensibilitat i expressió personal. La llista següent és una selecció de la seva discografia.
- With Respect to Oscar (2025) - Ignasi Terraza, Ulf Wakenius & Pierre Boussaguet
- Tot celebrant Tete (2024) - Ignasi Terraza trio, Perico Sambeat, GJP bigband & Laura Simó
- Swinging with Boby Durham (2024) - Ignasi Terraza trio
- Porter & Gershwin on harmonica (March 2024 Vivo) - Antonio Serrano, Ignasi Terraza & Federico Lechner
- En la Orilla del Mundo (2023) - Pepa Niebla & Ignasi Terraza trio
- High on the Terraza II (2022)
- Unusual trio (2022) - Ignasi Terraza, Adrian Cunningham & Esteve Pi (Swit Records)
- Intimated Conversations with Andrea Motis, Scott Hamilton & Antonio Serrano (Swit Records, 2021)
- Jazz a les Fosques II (2021) - Ignasi Terraza Trio
- Around the Christmas Tree (Swit Records, 2020)
- Suit Miró (2013) - Ignasi Terraza Trio
- Swing Swing Swing! (2012)
- Swing Appeal (2011) - Susana Sheiman & Ignasi Terraza Trio
- Plaça Vella (2009) - Josep Maria Farràs & Ignasi Terraza Trio
- In a Sentimental Groove (2005) - Ignasi Terraza Trio
- Confessin’ (2004) - Oriol Romaní & Ignasi Terraza
- IT’s Coming (2004)
- Christmas Swings in Barcelona (2003) - Randy Greer & Ignasi Terraza Trio
- Night Sounds (2000) - Toni Solá & Ignasi Terraza Trio
- September in the Rain (1999) - Barcelona Jazz Orchestra
- Jazz a les Fosques/Jazz en la oscuridad (1999) - Ignasi Terraza Trio
- Let Me Tell You Something (1999) - Ignasi Terraza Trio
- The Voice - The Romance of Jazz (1996) - Randy Greer
- Miaow! (1995) - Four Kats Jazz Quartet
- Shell Blues (1993) - Mitchell-Terraza Quartet
- Festival Internacional de Jazz de Getxo (1991) - Mitchell-Terraza Quartet